# Psophocarpus
Psophocarpus és un gènere de planta de flors amb 15 espècies pertanyent a la família Fabaceae.

## Espècies seleccionades
- Psophocarpus cienkowskii
- Psophocarpus comorensis
- Psophocarpus golungensis
- Psophocarpus grandiflorus
- Psophocarpus lancifolius
- Psophocarpus lecomtei
- Psophocarpus longepedunculatus
- Psophocarpus lukafuensis
- Psophocarpus mabala
- Psophocarpus monophyllus
- Psophocarpus obovalis
- Psophocarpus palmettorum
- Psophocarpus palustris
- Psophocarpus scandens
- Psophocarpus tetragonolobus